# Modranka karpatská

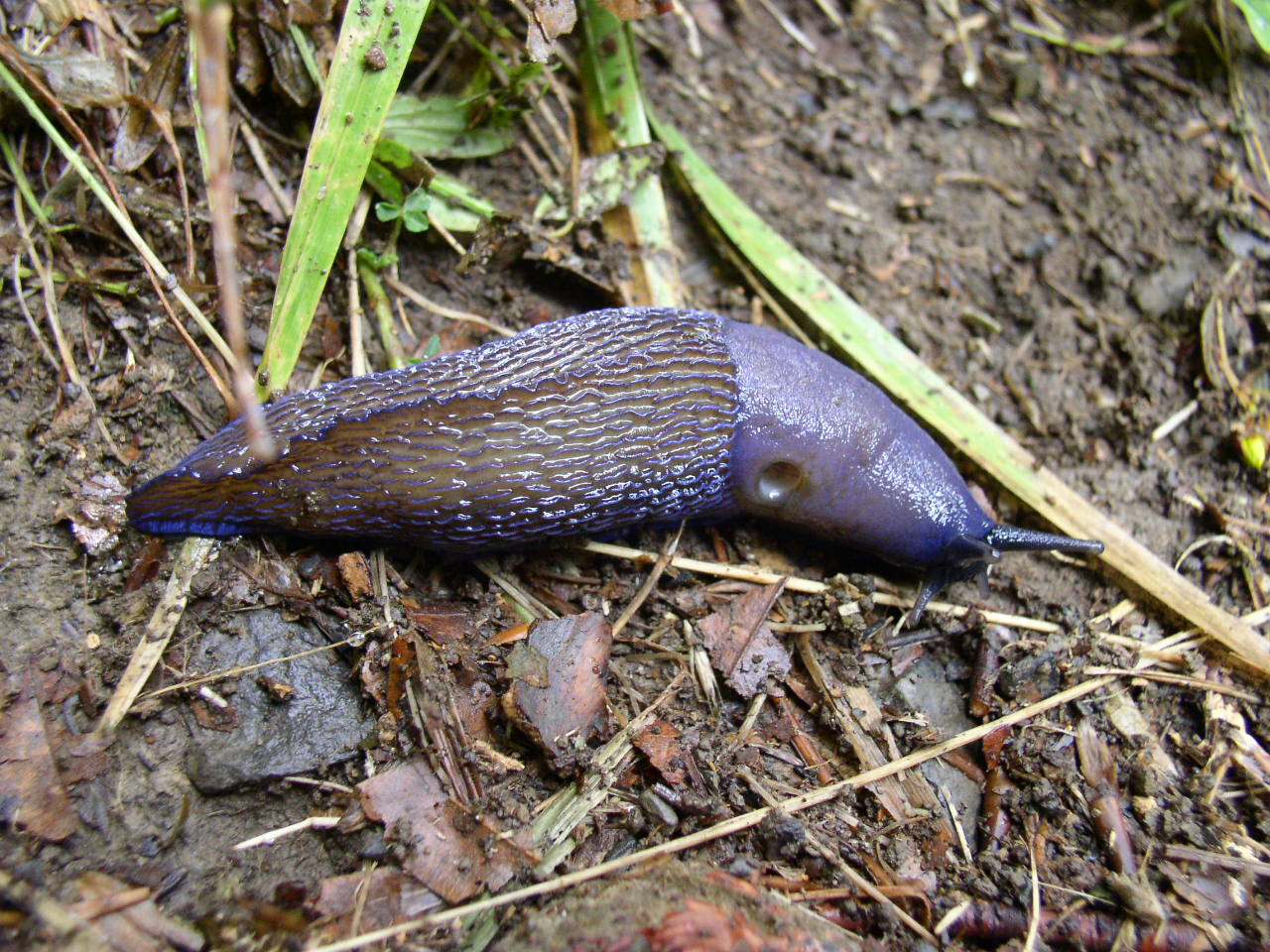
Modranka karpatská

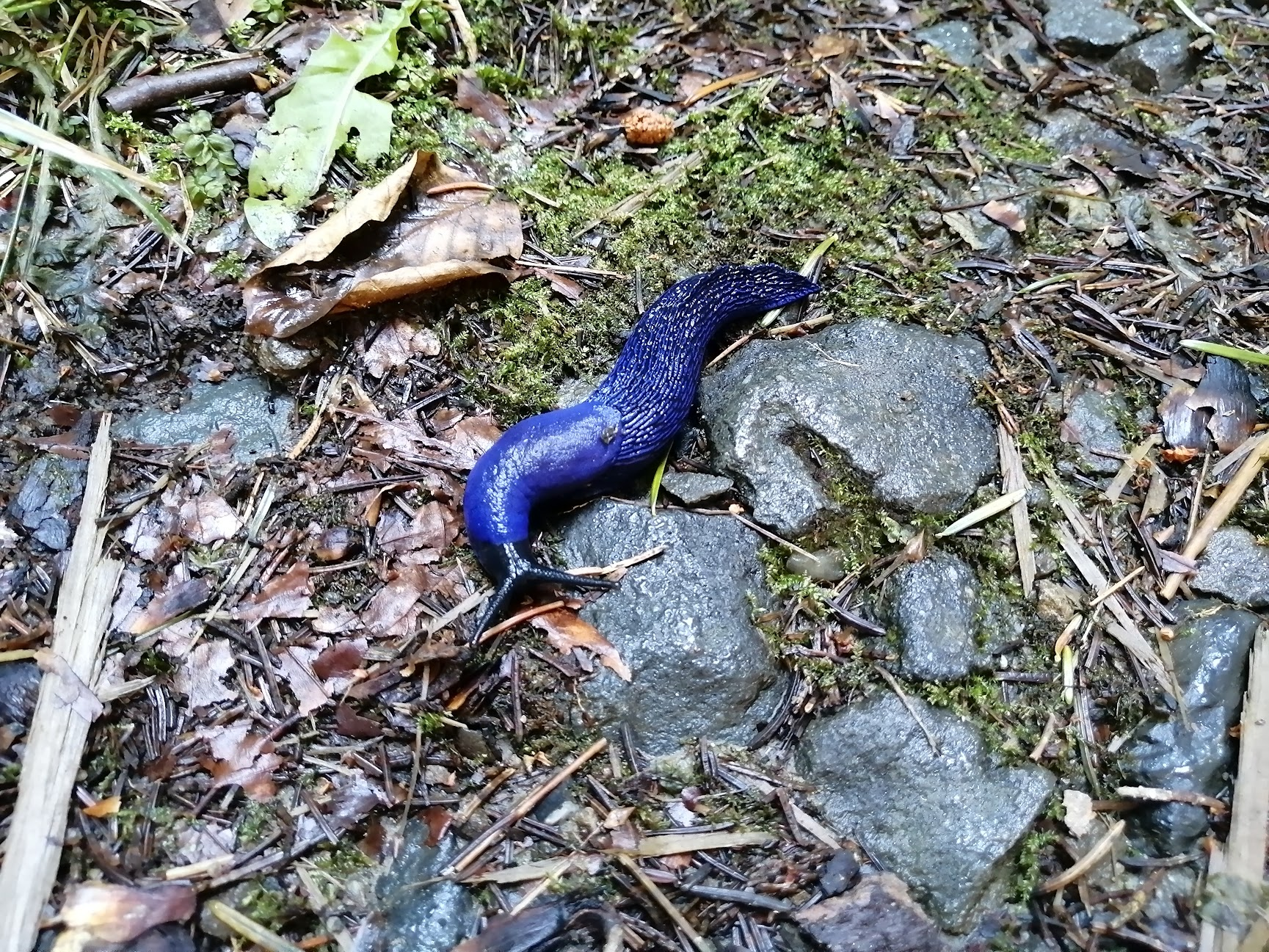
Modranka karpatská

Modranka karpatská Bielzia coerulans je druh suchozemského plže z čeledi slimákovití.

## Popis
Nahý plž měří natažený 120–160 mm, smrštěný do 90 mm. Modranka karpatská náleží k hermafroditům s jednoletým životním cyklem. Dospělý jedinec v období rozmnožování (květen–říjen) klade až osmdesát vajíček o průměru 4–5 mm do jamky v zemi. Doba líhnutí je tři týdny. Juvenilní jedinci (velikosti maximálně do šesti centimetrů) jsou olivově hnědí se dvěma ostře ohraničenými hnědočernými pruhy po stranách zadní části těla, které se v dospělosti vytrácejí. Hlavový štít dosahuje méně než 1/3 délky těla. Dospělí jedinci jsou obvykle modře zbarvení, spektrum vybarvení se však pohybuje od fialové přes sytě modrou až k azurové či tyrkysové, jenž může mít i zelený nádech. Zbarvení není způsobeno pigmenty, ale odrazem a lomem světla. Proces zbarvení probíhá v období ontogeneze. Vybarvování začíná na zadní části těla a postupuje ve směru k hlavě.
Její potravou jsou rostlinné zbytky, houby, lišejníky a jahody.

## Rozšíření a biotop
Karpatský endemit, velmi vzácný druh, jehož výskyt je omezen na vlhké prostředí karpatských listnatých a smíšených lesů. V ČR se vyskytuje ve smíšených lesích v nadmořské výšce v rozmezí 500–1300 m. Poměrně hojný výskyt v Moravsko-slezských Beskydech, další menší výskyt je v Bílých Karpatech, Hrubém a Nízkém Jeseníku, Rychlebských horách a na Králickém Sněžníku. Ojedinělý nález byl u Uhlířských Janovic v Čechách.  Z úkrytů pod kůrou padlých stromů nebo starých pařezů vylézá v noci a za deštivého počasí. Pohybuje se po zemi nebo ve spadaném listí a zpravidla nevyléza na kmeny stromů.
- Díky svým nárokům na prostředí je druh zařazen v Červeném seznamu měkkýšů ČR jako zranitelný druh – VU.[2][5]
- Česko – na Moravě je zranitelný (VU)[7]
- Polsko
- Slovensko
- Ukrajina

Biotop: lesy. V Tatrách vystupuje až do 1 900 m n. m.